# Charles Raymond White
Charles Raymond White (Los Ángeles, California, 22 de enero de 1958 – Orange County, California, 11 de enero de 2023) fue un jugador estadounidense de fútbol americano que jugó nueve temporadas en la NFL en la posición de running back y una aparición en el Pro Bowl.

## Biografía
En la secundaria compitío en atletismo, venciendo en un evento en California al ganador de medalla de oro olímpica André Phillips. En la universidad se enfocaría en el fútbol americano con los USC Trojans, con los que participaría en sus cuatro años completos, siendo nombrado dos veces All-American, el Trofeo Heisman y dos veces más valioso del Rose Bowl, por lo que su número 12 fue retirado del equipo.
Fue elegido en el draft de 1980 por los Cleveland Browns en la primera ronda en el lugar 27, donde no le fue bien y fue dejado en libertad en 1985 y se supo después que tuvo adicción a la cocaína en esos cuatro años. Firmaría con Los Angeles Rams reuníendose con su entrenador universitario John Robinson, liderando la liga en yardas en 1987 con 1387 y 11 touchdowns, con lo que sería seleccionado al Pro Bowl y ganaría el premio del Regreso del Año.
Se retiraría en 1988 con más de 3000 yardas terrestres, 23 touchdowns, 114 recepciones para 860 yardas y una recepción de touchdown.

## Vida personal
Durante su estancia con los USC Trojans, White usaba cocaína y mariguana. En la edición de 1987 de Sports Illustrated, había un artículo donde él admitío que fumaba mariguana todos los días en USC y consimía una línea de cocaína pocas semanas antes del Rose Bowl de 1977. Estuvo con la estudiante de USC Judi McGovern, con quien se casó y tuvo una hija. Sin embargo, White seguía utilizando cocaína en la universidad y en sus primeros años en la NFL con los Browns. White ingresó a un centro de rehabilitación en 1982 y se mantuvo limpio por tres años. Pero los Browns lo liberaron en 1985 y reclamado en waivers por Los Angeles Rams luego de reunirse con John Robinson, su entrenador en USC.
White pronto recaería con la cocaína, pero luego de quedar limpio de drogas fue arrestado junto a un amigo en agosto de 1987. Sin embargo, Robinson pidío su libertad asegurando que él mismo se encargaría de alejardo de las drogas. White le agradecío con la mejor temporada de su carrera en 1987 season, corriendo para 339 yardas en tres partidos luego de que los Rams contrataran a Eric Dickerson y sus 100 yardas en sinco partidos consecutivos.
White y McGovern se divorciarían. White vendío su Trofeo Heisman de 1979 en 2008 para pagar deudas de impuestos. White tuvo cinco hijos, tres hijas y dos hijos.
Un artículo de Los Angeles Times del 17 de julio de 2022 por Bill Plaschke describío la vida de White asociada con la demencia y como terminó viviendo en Orange County, CA en 2022 de manera asistida. White podía recordar sus días en el fútbol americano, pero esa memoria no funcionaba de manera constante debido a las señales de demencia causadas por su carrera en la NFL.

## Tras el retiro
Participó en la tercera y cuarta temporada de la serie American Gladiators en el especial de "Pro Football Challenge of Champions". White ganó en ambas temporadas, en todas viniendo de atrás en la prueba del "Eliminator" gracias a las caídas de sus oponentes. También competiría en el especial de alumnos entre USC vs. Notre Dame que también ganaría, teniendo un récord de 3-0 en el show.
En 1993 White regresaría a USC como entrenador de running backs; y después sería consultor en computadoras.

## Muerte
Charles White muere el 11 de enero de 2023 de las complicaciones originadas por el cáncer de hígado.